# Carlos de la Púa
Carlos de la Púa, cuyo nombre original fue Carlos Raúl Muñoz y Pérez (La Plata, 14 de enero de 1898 - Buenos Aires, 9 de mayo de 1950) fue un poeta y periodista argentino, también conocido como el Malevo Muñoz, y que en otros ambientes gustaba hacerse llamar Carlos Muñoz del Solar.

## Trayectoria
Publicó dos libros, uno de narrativa, totalmente perdido que se llamó "El sapo violeta" y otro de poesía llamado La crencha engrasada, y fue uno de los máximos exponentes del lunfardo. Amigo de Gardel, de Raúl González Tuñón (a quien llamaba el otro poeta suburbano) y de otros intelectuales y artistas de la época como Nicolás Olivari, Jorge Luis Borges, Enrique González Tuñón, Aníbal Troilo, Roberto Arlt, Enrique Cadícamo, frecuentaba los más bajos fondos del Buenos Aires de entonces. Se basaba en estibadores portuarios, obreros de todos los oficios, delincuentes, prostitutas, personajes de la noche, que luego pasaban a sus versos en el lenguaje natural de ese mundo marginal. Sus poemas están escritos en lunfardo.

Langalay

Vivió sacándole punta al coraje.

Prepotente y cabrero,

le gustaba clasificar los puntos del reaje,

y a los que no sabían guapear

les ponía cero.

Conocía el santo y seña del cuchiyo,

usaba taco alto

y escupía por el colmiyo.

Del cogote, como un escapulario,

le colgaba un prontuario

de avería.

(Al barrio de Las Ranas

hizo temblar con sus macanas.)

Hoy el progreso lo empujó para Villa Madero.

Una mina con cancha le sacó las virutas de cabrero

y el amor al hijo lo hizo amainar.

Sólo conserva de recuerdo un suncho

grabado en la tarimba de un plenario

con estas ocho letras bravas:

Langalay.

Fue autor de los tangos Luces de París y Coraje y Fuego y del guion de la primera película sonora argentina, ¡Tango!, en la cual intervino la Orquesta de Juan de Dios Filiberto. Actuó en la película Galería de esperanza. Fue periodista del Diario Crítica dirigido por Natalio Félix Botana, donde desarrolló una larga labor desde el año 1925. Sus notas se caracterizaban por la ironía, la agudeza y el humor. En 1934 dirigió la película Galería de esperanzas (Chingolo) y en 1935 codirigió el filme Internado.
Fue enterrado en el Cementerio de la Recoleta, donde Cátulo Castillo lo despidió con las siguientes palabras:

Este personaje fabuloso en nuestra admiración se fue por una absurda escotilla hurtándose a sí mismo, privando a la ciudad de un porteño convicto y confeso de la poesía lunfardesca.

Ulyses Petit de Murat, quien  fuera amigo del Malevo, lo recordó en el tango "Bailate un tango Ricardo" donde se dice "...¡Bailate un tango, Ricardo! Miralo a quien te lo grita pues no es ninguna pavada, ese muchacho es el bardo, el de La Crencha Engrasada. De la Púa ahora te invita;¡bailate un tango, Ricardo!" (refiere al novelista Ricardo Guiraldes, autor de "Don Segundo Sombra").